# Внутри
«Внутри» — перший студійний альбом українського рок-гурту «Bahroma», виданий 2014 року. Лідер гурту Роман Бахарєв охарактеризував платівку як «досвід, який я накопичував усі ці роки, і який нарешті вилився в альбом»

## Список композицій
| #     | Назва                      | Тривалість |
| ----- | -------------------------- | ---------- |
| 1.    | «Надолго»                  | 3:10       |
| 2.    | «Её имя»                   | 3:46       |
| 3.    | «За свободу»               | 3:56       |
| 4.    | «Тонкие края»              | 3:12       |
| 5.    | «Мало рая»                 | 4:18       |
| 6.    | «Не дави»                  | 3:05       |
| 7.    | «Сам сама»                 | 4:12       |
| 8.    | «На семи холмах»           | 3:43       |
| 9.    | «Светлая музыка»           | 3:24       |
| 10.   | «Ты и я»                   | 3:56       |
| 11.   | «Вірш»                     | 4:03       |
| 12.   | «Важное не важно»          | 3:23       |
| 13.   | «Движение в сторону весны» | 3:11       |
| 14.   | «Ангел»                    | 3:38       |
| 50:57 |                            |            |

## Кліпи
- Надолго (27 вересня 2009)
- Ангел (11 вересня 2012)
- Не дави (3 жовтня 2012)
- Вірш (18 грудня 2013)